# Théâtre du Panthéon

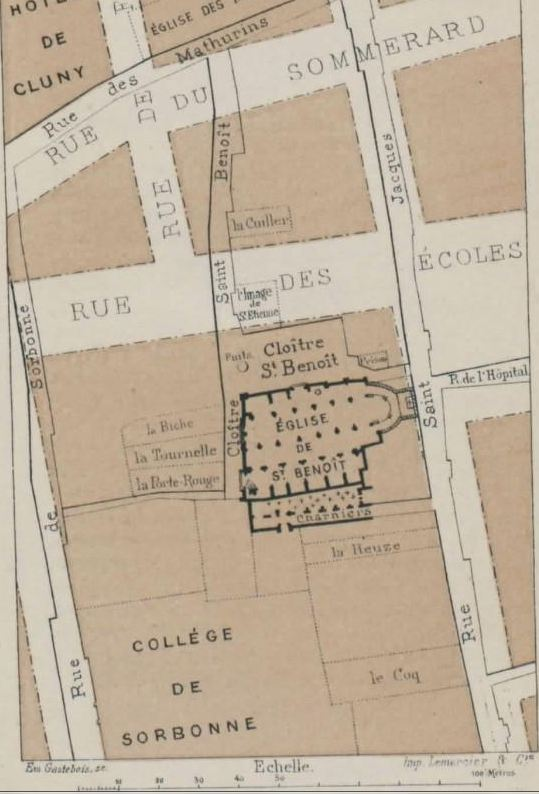
Lage der ehemaligen Kirche

Das Théâtre du Panthéon war ein Theater im Quartier Latin in Paris. Es bestand von 1832 bis 1844 und lag an der Rue Saint-Jacques, heute etwa auf der Höhe der Hausnummer 46, im 5. Arrondissement.

## Vorgeschichte
Der Ursprung des Gebäudes liegt im ersten Sakralbau, einem römischen Tempel, der dem Gott Bacchus geweiht war. Auf der Ruine wurde eine Kirche errichtet, in der Dionysius von Paris gepredigt und die Heilige Dreifaltigkeit angerufen haben soll. Da sein Namenspatron Dionysos den Beinamen Bacchus hatte, bekam die Kirche den Namen Saint-Bacchus. 1155 wurde die Kirche dem danebenliegenden Kloster Saint-Benoît unterstellt und übernahm diesen Namen. Da die Kirche nicht der üblichen christlichen Tradition folgend in Ost-West-Ausrichtung gebaut war, sondern leicht gedreht, erhielt sie Spitznamen wie bien tournée, Bétourné und ähnliches.
Franz I. wollte 1517 die Kirche, mit entsprechender Ausrichtung, neu bauen lassen, jedoch wurde nur das Hauptschiff und neben den Seitenschiffen das Beinhaus fertiggestellt. Erst im 17. Jahrhundert kam der Altarraum dazu. Letzterer war klassizistisch, mit korinthischen Säulen und darauf ruhenden Arkaden, gestaltet, was ein Stilbruch darstellte, da das Kirchenschiff gotisch gehalten war.
Im Zuge der Französischen Revolution wurde das Kloster aufgelöst und die Kirche profaniert. Das Gebäude stand, ab 1795 kurzzeitig nochmals für Gottesdienste genutzt, leer und diente dann ab 1813 als Lagerhaus für Mehl.
In der Kirche waren zahlreiche Persönlichkeiten bestattet, wie beispielsweise Jean Dorat, Gérard Audran, Claude Perrault und Michel Baron.

## Das Theater
Im Jahr 1832 ließ ein Unternehmer die Kirche umbauen. Der ehemalige Chor wurde zur Bühne umfunktioniert und es wurden Säulen aus dem Hauptschiff entfernt, um einen amphitheaterartigen Zuschauerraum zu schaffen. Weiterhin wurden im Eingangsbereich verschiedenste Läden, wie beispielsweise Geschäfte für Pinsel oder Schirme und ein Buchladen, angesiedelt.
Aufgeführt wurden Vaudevilles, Dramen und auch komische Opern. Da das Haus im Studentenviertel von Paris lag, bestand auch das Publikum überwiegend aus Studenten, die für wenig Geld nicht allzu anspruchsvolle Unterhaltung suchten. Trotz allem fanden Uraufführungen bekannter Dramatiker wie Charles Dupeuty oder Eugène Labiche im Théâtre du Panthéon statt.
Während seines Bestehens wechselte sich der wirtschaftliche Erfolg mit Misserfolg ab und es versuchten sich mehrere Besitzer mit dem Betrieb der Bühne, was bis zur Schließung 1844 auch gelang.

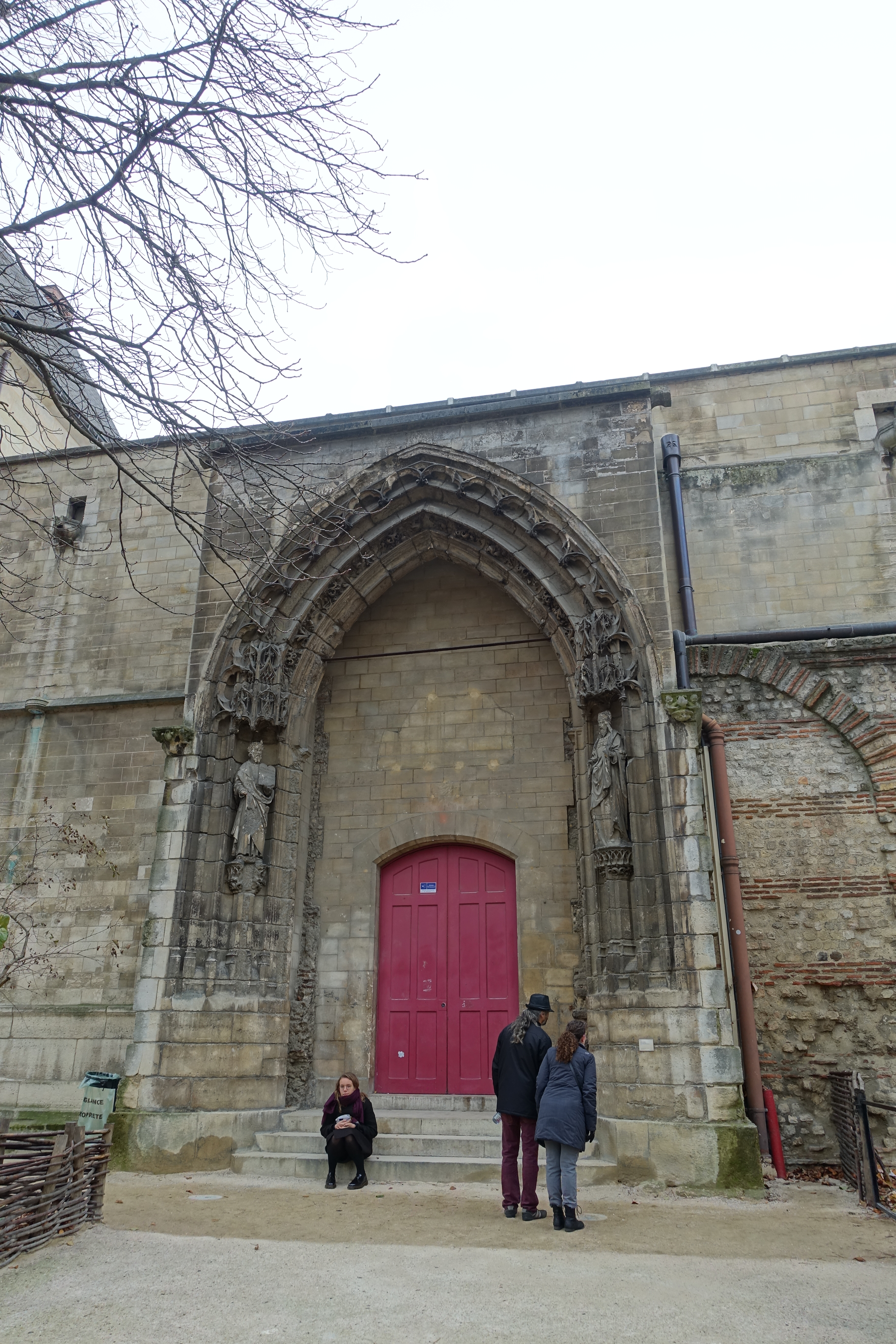
Gotisches Hauptportal von Saint-Benoît

Das Haus wurde im Rahmen des Baus der Rue des Écoles 1854 abgebrochen. Auf dem Grundstück befindet sich heute die Sorbonne. Lediglich das gotische Hauptportal ist erhalten und wurde in das Gebäude des Musée national du Moyen Âge integriert.

## Uraufführungen (Auszug)
- L’égoïste, Komödie, 1832, von Constant Berrier
- Aoust 1572, ou, Charles IX á Orleans, Historiendrama, 1833, von Jean-Pierre Lesguillon
- L’enfant de Paris, ou, Misère et liberté, Vaudeville,  1838, von Théodore Nézel
- L’avocat Loubet, Drama, 1938, von Eugène Labiche
- Les grisettes en Afrique, ou, Le harem, Vaudeville, 1842, von Charles Dupeuty und Pierre-Frédéric-Adolphe Carmouche